# Индустријска зона Прато Сардо (Нуоро)
Индустријска зона Прато Сардо је насеље у Италији у округу Нуоро, региону Сардинија.
Према процени из 2011. у насељу је живело 10 становника. Насеље се налази на надморској висини од 482 м.